# Guiza

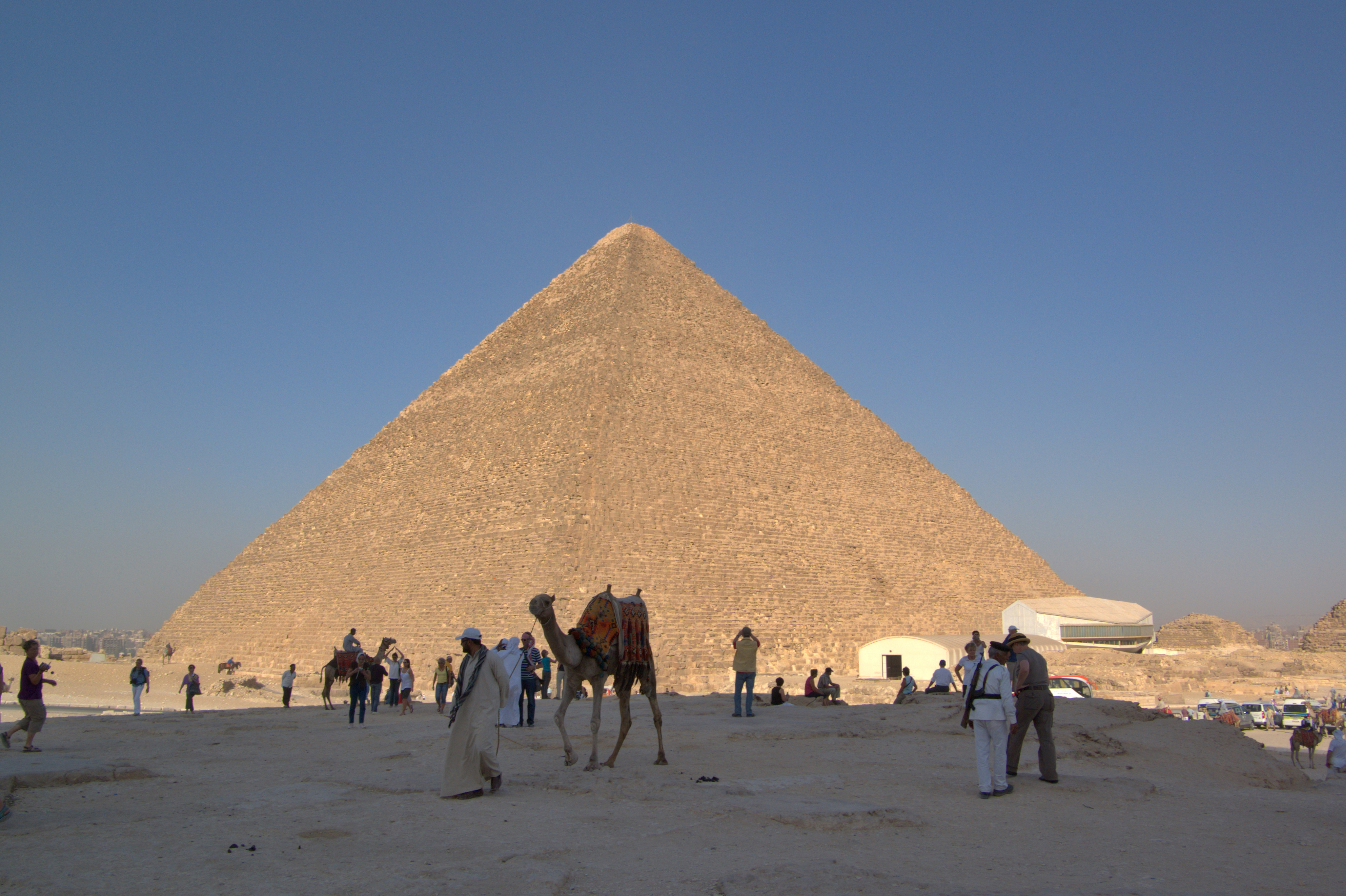
La gran piràmide de Keops.

Mapa de la zona.

Guiza (àrab: الجيزة, al-Jīza, pronunciat localment Guiza) és una ciutat d'Egipte, a l'oest del Caire. És capital de la governació de Guiza. La ciutat, amb els seus suburbis, té més de cinc milions d'habitants i, de fet, està unida al Caire.
La governació és molt gran, ja que s'estén cap al desert al sud-oest. La superfície és de 85.153 km² i la seua població és de 2.221.868 habitants (2006).

## Les piràmides i necròpolis de Guiza
Amb el nom de Guiza, es coneix la zona on fa uns 4.600 anys es van construir les tres grans piràmides de la dinastia IV. Guiza forma part de la gran necròpoli de Memfis, que s'estenia al llarg de més de 40 quilòmetres i era coneguda durant l'Imperi Antic amb el nom genèric d'Hernecher (la 'Necròpoli') o Imentet ('Occident'). Cadascuna de les tres grans piràmides tenia el seu propi nom, que designava també el cementiri que les envoltava. L'horitzó de Kheops, Khefren és gran i Micerí és diví. Durant el regnat de Kheops, va ser quan l'altiplà de Guiza arribà a la seua gran rellevància.
Existeixen altres tipus de sepultures a Guiza, com mastabes i hipogeus, destinades a membres de la família regnant, alts dignataris o sacerdots.
Les piràmides que envoltaven les restes dels faraons formaven part d'amplis complexos funeraris, inclosos temples i altres tombes, entre aquestes, piràmides menors. A l'est de la piràmide de Keops, es van construir les denominades piràmides de les reines, que són tres petites piràmides de gairebé 50 metres de costat i 30 d'alçada, per a servir de tomba a la seua mare Hetepheres i a les seues dones Merytites i Henutsen. L'any 1992, es va descobrir una altra piràmide situada al sud-est de la gran piràmide, amb base quadrada de 23 metres de costat i poc més de 12 metres d'alçada, amb tan sols les restes de les tres primeres fileres de pedra.
Ubicació: 29° 58′ 33″ N 31° 07′ 49″ E